# Sân bay quốc tế Leonardo da Vinci
Sân bay quốc tế Leonardo da Vinci (tiếng Ý: Aeroporto Internazionale Leonardo da Vinci) (IATA: FCO, ICAO: LIRF) hay còn gọi Sân bay Roma-Fiumicino, là sân bay tọa lạc ở Fiumicino, là sân bay lớn nhất của Italia, nằm cách thủ đô Roma 28 km. Tên sân bay được đặt theo tên của danh họa Leonardo da Vinci. Sân bay được mở cửa từng giai đoạn trong những năm 1956 - 1961 và liên tục được nâng cấp.
Năm 2011, với hơn 37,7 triệu lượt khách, sân bay Fiumicino đứng thứ sáu trong bảng xếp hạng các sân bay có số lượng hành khách đông nhất châu Âu, sau các sân bay của Anh, Pháp, Đức, Tây Ban Nha và Hà Lan, là sân bay tấp nập thứ 25 thế giới.

## Hãng hàng không và tuyến bay

Các quốc gia có tuyến bay với sân bay Leonardo da Vinci–Fiumicino (bao gồm cả tuyến bay mùa đông và tuyến bay tương lai).

### Thường lệ
| Hãng hàng không                                 | Các điểm đến | Nhà ga |
| ----------------------------------------------- | --- | ------ |
| Aegean Airlines                                 | Athens Mùa đông: Corfu (bắt đầu từ ngày 23 Tháng 6 năm 2015), Heraklion (bắt đầu từ ngày 13 Tháng 6 năm 2015) | 3      |
| Aer Lingus                                      | Dublin | 1      |
| Aeroflot                                        | Moscow-Sheremetyevo | 3      |
| Aeroflot vận hành bởi Rossiya                   | St Petersburg | 3      |
| Aerolíneas Argentinas                           | Buenos Aires-Ezeiza | 3      |
| Air Algérie                                     | Algiers | 3      |
| airBaltic                                       | Riga | 3      |
| Air Canada                                      | Toronto-Pearson | 3      |
| Air Canada Rouge                                | Montréal-Trudeau | 3      |
| Air China                                       | Bắc Kinh-Thủ đô | 3      |
| Air Corsica                                     | Mùa đông: Ajaccio | 1      |
| Air Croatia                                     | Zagreb (bắt đầu từ ngày 2 tháng 3 năm 2015) | 3      |
| Air Europa                                      | Madrid | 1      |
| Air France                                      | Paris-Charles de Gaulle | 1      |
| Air India                                       | Delhi | 3      |
| Air Malta                                       | Malta | 3      |
| Air Moldova                                     | Chișinău | 3      |
| Air Serbia                                      | Belgrade | 1      |
| Air Transat                                     | Mùa đông: Montréal-Trudeau, Toronto-Pearson | 3      |
| Alitalia                                        | Abu Dhabi, Accra (kết thúc từ ngày 27 Tháng 3 năm 2015), Alghero, Algiers, Amsterdam, Athens, Barcelona, Bari, Beirut, Belgrade, Berlin-Tegel, Bilbao, Bologna, Boston, Brindisi, Brussels, Bucharest, Budapest, Buenos Aires-Ezeiza, Cagliari, Cairo, Caracas, Casablanca, Catania, Copenhagen, Düsseldorf, Florence, Frankfurt, Geneva, Genoa, Istanbul-Ataturk, Kraków, Lagos (kết thúc từ ngày 27 Tháng 3 năm 2015), Lamezia Terme, London-Heathrow, Madrid, Málaga, Malta, Marrakesh, Marseille, Miami, Milan-Linate, Milan-Malpensa, Montpellier, Moscow-Sheremetyevo, Munich, Naples, New York-JFK, Nice, Osaka-Kansai (kết thúc từ ngày 29 Tháng 3 năm 2015), Palermo, Paris-Charles de Gaulle, Pisa, Prague, Reggio Calabria, Rio de Janeiro, São Paulo-Guarulhos, Seoul-Incheon (bắt đầu từ ngày 4 Tháng 6 năm 2015), Sofia, Tehran-Imam Khomeini, Tel Aviv-Ben Gurion, Tirana, Tokyo-Narita, Toronto-Pearson, Toulouse, Trieste, Tunis, Turin, Valencia, Venice-Marco Polo, Verona, Vienna, Warsaw-Chopin, Zürich Mùa đông: Amman-Queen Alia, Chicago-O'Hare, Heraklion, Ibiza, Lampedusa, Los Angeles, Menorca, Mykonos, Palma de Mallorca, Pantelleria, Rhodes, Saint Petersburg, Tbilisi, Trapani, Yerevan | 1, 3   |
| Alitalia vận hành bởi Alitalia CityLiner        | Berlin-Tegel, Bologna, Düsseldorf, Florence, Frankfurt, Geneva, Genoa, London-City, Milan-Linate, Milan-Malpensa, Montpellier, Munich, Nice, Oran, Pisa, Podgorica, Skopje, Trieste, Turin, Venice-Marco Polo, Verona, Vienna, Zürich | 1, 3   |
| Alitalia vận hành bởi Mistral Air               | Ancona | 1      |
| American Airlines                               | Mùa đông: Chicago-O'Hare, New York-JFK | 5      |
| Asiana Airlines                                 | Seoul-Incheon (bắt đầu từ ngày 30 Tháng 6 năm 2015) | 3      |
| Austrian Airlines                               | Vienna (tiếp tục lại từ ngày 1 Tháng 4 năm 2015) | 3      |
| Austrian Airlines vận hành bởi Tyrolean Airways | Vienna (kết thúc từ ngày 31 Tháng 3 năm 2015) | 3      |
| Azerbaijan Airlines                             | Baku | 3      |
| Belavia                                         | Minsk-National | 3      |
| Biman Bangladesh Airlines                       | Dhaka (kết thúc từ ngày 6 Tháng 4 năm 2015) | 3      |
| Blue Air                                        | Bacău, Bucharest | 2      |
| Blu-express vận hành bởi Blue Panorama Airlines | Bergamo, Moscow-Domodedovo, Reggio Calabria, Tirana Mùa đông: Heraklion, Ibiza, Lampedusa, Mykonos, Pantelleria, Preveza, Rhodes, Santorini, Skiathos, Zakynthos | 3      |
| Blue Panorama Airlines                          | Cancún, Havana, La Romana, Santiago de Cuba | 3      |
| British Airways                                 | London-Gatwick, London-Heathrow | 3      |
| Brussels Airlines                               | Brussels | 3      |
| Bulgaria Air                                    | Sofia | 3      |
| Carpatair                                       | Lublin | 3      |
| Cathay Pacific                                  | Hong Kong | 3      |
| China Airlines                                  | Delhi, Đài Bắc-Taoyuan | 3      |
| China Eastern Airlines                          | Thượng Hải-Pudong, Wenzhou | 3      |
| Croatia Airlines                                | Dubrovnik, Split, Zagreb | 3      |
| Czech Airlines                                  | Prague | 3      |
| Delta Air Lines                                 | Atlanta, New York-JFK Mùa đông: Detroit | 5      |
| easyJet                                         | Alicante (bắt đầu từ ngày 13 Tháng 4 năm 2015), Amsterdam, Athens (kết thúc từ ngày 12 Tháng 4 năm 2015), Basel/Mulhouse, Berlin-Schönefeld, Bristol, Copenhagen, Geneva, Hamburg, London-Gatwick, London-Luton, Lyon, Marseille, Milan-Linate, Milan-Malpensa, Munich (bắt đầu từ ngày 3 Tháng 4 năm 2015), Nantes, Nice, Paris-Orly, Prague, Tel Aviv-Ben Gurion, Tenerife-South, Toulouse, Vienna Mùa đông: Corfu, Dubrovnik, Heraklion, Ibiza, Kos (bắt đầu từ ngày 28 Tháng 6 năm 2015), Malta, Menorca (bắt đầu từ ngày 9 Tháng 6 năm 2015), Montpellier (kết thúc từ ngày 17 Tháng 5 năm 2015), Mykonos, Palma de Mallorca, Rhodes, Santiago de Compostela (bắt đầu từ ngày 8 Tháng 6 năm 2015), Santorini, Split, Zakynthos (bắt đầu từ ngày 27 Tháng 6 năm 2015) | 2      |
| easyJet Switzerland                             | Basel/Mulhouse (kết thúc từ ngày 27 Tháng 3 năm 2015), Geneva | 2      |
| EgyptAir                                        | Cairo | 3      |
| El Al                                           | Tel Aviv-Ben Gurion | 5      |
| Emirates                                        | Dubai-International | 3      |
| Ethiopian Airlines                              | Addis Ababa | 3      |
| Etihad Airways                                  | Abu Dhabi | 3      |
| Finnair                                         | Helsinki | 3      |
| Germanwings                                     | Sân bay quốc tế Berlin-Tegel, Cologne/Bonn, Düsseldorf, Hanover, Stuttgart | 3      |
| Hainan Airlines                                 | Trùng Khánh (bắt đầu từ ngày 27 Tháng 4 năm 2015) | 3      |
| HOP!                                            | Bordeaux, Lyon, Strasbourg | 1      |
| Iberia                                          | Madrid | 3      |
| IGavion vận hành bởi SkyTaxi                    | Mùa đông: Dole | 3      |
| Israir Airlines                                 | Tel Aviv-Ben Gurion | 5      |
| Iran Air                                        | Tehran-Imam Khomeini | 3      |
| Jet2.com                                        | Glasgow-International, Manchester Mùa đông: Belfast-International (bắt đầu từ ngày 2 tháng 4 năm 2015), Leeds/Bradford, Newcastle | 3      |
| KLM                                             | Amsterdam | 1      |
| Korean Air                                      | Seoul-Incheon | 3      |
| Kuwait Airways                                  | Kuwait, Paris-Charles de Gaulle | 3      |
| Lufthansa                                       | Frankfurt, Munich | 3      |
| Luxair                                          | Luxembourg | 1      |
| Meridiana                                       | Fuerteventura, Gran Canaria, La Romana, Malé, Mauritius, Mombasa, Olbia, Sharm el-Sheikh, Tenerife-South, Zanzibar Mùa đông: Heraklion, Menorca, Mykonos, Santorini | 3      |
| Middle East Airlines                            | Beirut | 3      |
| Montenegro Airlines                             | Podgorica | 3      |
| Neos                                            | Boa Vista, Cancún, Malé, Mombasa, Nosy Be, Sal, Zanzibar Mùa đông: Heraklion | 3      |
| Norwegian Air Shuttle                           | Copenhagen, Helsinki, London-Gatwick, Oslo-Gardermoen, Stockholm-Arlanda Mùa đông: Bergen, Gothenburg-Landvetter | 3      |
| Pegasus Airlines                                | Istanbul-Sabiha Gökçen | 3      |
| Qatar Airways                                   | Doha | 3      |
| Royal Air Maroc                                 | Casablanca | 3      |
| Royal Jordanian                                 | Amman-Queen Alia | 3      |
| Ryanair                                         | Barcelona, Bari (bắt đầu từ ngày 29 Tháng 3 năm 2015), Brindisi (bắt đầu từ ngày 29 Tháng 3 năm 2015), Brussels, Catania, Comiso (bắt đầu từ ngày 29 Tháng 3 năm 2015), Lamezia Terme, Marseille (bắt đầu từ ngày 29 Tháng 3 năm 2015), Palermo, Seville (bắt đầu từ ngày 29 Tháng 3 năm 2015) | 3      |
| Saudia                                          | Jeddah, Riyadh Mùa đông: Medina | 3      |
| Scandinavian Airlines                           | Copenhagen, Stockholm-Arlanda Mùa đông: Oslo-Gardermoen | 3      |
| Singapore Airlines                              | Singapore | 3      |
| SmartWings vận hành bởi Travel Service Airlines | Prague | 3      |
| SriLankan Airlines                              | Colombo | 3      |
| SunExpress                                      | Mùa đông: Izmir (bắt đầu từ ngày 1 Tháng 5 năm 2015) | 3      |
| Swiss International Air Lines                   | Geneva, Zürich | 3      |
| TAP Portugal                                    | Lisbon, Porto | 3      |
| TAROM                                           | Bucharest, Iași | 3      |
| Tassili Airlines                                | Hassi Messaoud | 3      |
| Thai Airways                                    | Bangkok-Suvarnabhumi | 3      |
| Transavia.com                                   | Rotterdam/The Hague | 3      |
| Tunisair                                        | Tunis | 3      |
| Turkish Airlines                                | Istanbul-Ataturk, Istanbul-Sabiha Gökçen (bắt đầu từ ngày 27 Tháng 4 năm 2015) | 3      |
| Ukraine International Airlines                  | Kiev-Boryspil | 3      |
| United Airlines                                 | Mùa đông: Chicago-O'Hare (bắt đầu từ ngày 17 Tháng 5 năm 2015), Newark, Washington-Dulles | 5      |
| Ural Airlines                                   | Yekaterinburg | 3      |
| Uzbekistan Airways                              | Tashkent | 3      |
| Vueling                                         | Alicante, Amsterdam, Athens, Barcelona, Berlin-Tegel, Bilbao (bắt đầu từ ngày 7 Tháng 4 năm 2015), Brussels, Bucharest (bắt đầu từ ngày 21 Tháng 6 năm 2015), Budapest (bắt đầu từ ngày 1 Tháng 5 năm 2015), Catania, Genoa, London-Gatwick (bắt đầu từ ngày 29 Tháng 3 năm 2015), Lyon (bắt đầu từ ngày 1 Tháng 5 năm 2015), Málaga, Marrakech (bắt đầu từ ngày 2 Tháng 5 năm 2015), Marseille, Munich, Nantes, Nice (bắt đầu từ ngày 29 Tháng 3 năm 2015), Palermo, Paris-Orly, Prague, Rennes (bắt đầu từ ngày 2 Tháng 5 năm 2015), Santiago de Compostela, Seville, Stuttgart (bắt đầu từ ngày 1 Tháng 5 năm 2015), Turin, Valencia, Vienna (bắt đầu từ ngày 30 Tháng 3 năm 2015) Mùa đông: Bastia, Cephalonia (bắt đầu từ ngày 21 Tháng 6 năm 2015), Cluj-Napoca, Corfu, Dubrovnik, Heraklion, Ibiza, Karpathos (bắt đầu từ ngày 24 Tháng 6 năm 2015), Kos (bắt đầu từ ngày 20 Tháng 6 năm 2015), Lampedusa (bắt đầu từ ngày 20 Tháng 6 năm 2015), Larnaca (bắt đầu từ ngày 19 Tháng 6 năm 2015), Lemnos (bắt đầu từ ngày 23 Tháng 6 năm 2015), Malta, Menorca, Mykonos, Mytilene (bắt đầu từ ngày 25 Tháng 6 năm 2015), Palma de Mallorca, Preveza/Lefkhada, Pula (bắt đầu từ ngày 20 Tháng 6 năm 2015), Reykjavík-Keflavík (Bắt đầu từ ngày 20 Tháng 6 năm 2015), Rhodes, Santorini, Split, Tenerife-South, Zadar, Zagreb, Zakynthos | 3      |
| Wizz Air                                        | Budapest, Katowice-Pyrzowice, Prague, Sofia, Târgu Mureș, Vilnius, Warsaw-Chopin Mùa đông: Gdańsk (tiếp tục lại từ ngày 31 Tháng 3 năm 2015) | 2      |
| WOW Air                                         | Mùa đông: Reykjavík-Keflavík (bắt đầu từ ngày 26 Tháng 6 năm 2015) | 3      |
| Yemenia                                         | Sana'a | 3      |

### Thuê chuyến
| Hãng hàng không                                    | Các điểm đến |
| -------------------------------------------------- | --- |
| Alitalia                                           | Theo mùa mùa hè: Hurghada, Kos, Marsa Alam, Mostar, Mykonos, Santorini, Shannon, Sharm el-Sheikh Theo mùa mùa đông: Dubai-International, La Romana, Malé, Mauritius, Mombasa, Pointe-à-Pitre, Zanzibar |
| Arkia Israel Airlines                              | Theo mùa mùa hè: Tel Aviv-Ben Gurion |
| Blue Panorama Airlines                             | Theo mùa mùa hè: Mersa Matruh |
| Europe Airpost                                     | Ostend, Sân bay quốc tế Paris-Orly, Tangier |
| Japan Airlines                                     | Theo mùa mùa hè: Tokyo-Haneda |
| Malmö Aviation                                     | Billund, Odense |
| Meridiana                                          | Theo mùa mùa hè: Marsa Alam, Sharm el-Sheikh |
| Mistral Air                                        | Theo mùa mùa hè: Enfidha, Lourdes, Mostar, Sharm el-Sheikh |
| Neos Air                                           | Theo mùa mùa hè: Mersa Matruh, Tel Aviv-Ben Gurion |
| Small Planet Italia                                | Lourdes Theo mùa mùa hè: Fuerteventura, Heraklion, Marsa Alam, Menorca, Shannon, Sharm el-Sheikh |
| SunExpress                                         | Theo mùa mùa hè: Izmir |
| Sun d'Or International Airlines vận hành bởi El Al | Theo mùa mùa hè: Tel Aviv-Ben Gurion |
| Tunisair                                           | Theo mùa mùa hè: Djerba, Monastir, Tabarka |
| Turkish Airlines                                   | Theo mùa mùa hè: Izmir |
| Ukraine International Airlines                     | Theo mùa mùa hè: Lviv |